# Wieszać każdy może
Wieszać każdy może – piąta z cyklu książek Andrzeja Pilipiuka opowiadających o egzorcyście amatorze, bimbrowniku, zamieszkującym Stary Majdan zapadłą wieś na ścianie wschodniej – Jakubie Wędrowyczu, wydana w 2006 roku.
Na książkę składa się 8 opowiadań autorstwa Andrzeja Pilipiuka:
- Rekruci
- Fabryka
- Kac
- Wykład
- Skansen
- Ciocia Agnieszka
- Kontyngent
- Pola Trzcin

Dodatkowo tom piąty zawiera opowiadanie Michała Smyka pt. Wieśmin nie związane z postacią Jakuba Wędrowycza. Opowiadanie to zostało wyłonione w ramach konkursu, którego pomysłodawcą był przyjaciel Andrzeja Pilipiuka - Marek Farfos. Sam pisarz zgodził się na ten konkurs dość niechętnie, o czym otwarcie pisze we wstępie do opowiadania zatytułowanym U nas za stodołą.